# 生玉町
生玉町（いくたまちょう）は、大阪府大阪市天王寺区にある町名。丁番を持たない単独町名である。

## 地理
天王寺区の北西部に位置し、東に生玉前町、西に下寺町、南に生玉寺町、北東に中央区谷町および中寺、北西に同区高津と接している。

## 歴史
大坂城築城のため、安土桃山時代に当地へ遷座された生國魂神社とその神主屋敷・禰宜屋敷・社坊10坊が大半を占め、江戸時代に形成された寺町の生玉中寺町（12ヶ寺）・生玉寺町（14ヶ寺）のそれぞれ一部も含まれる。1873年（明治6年）に生玉社地は西成郡西高津村へ編入、生玉中寺町（12ヶ寺）は東成郡天王寺村へ編入、生玉寺町（14ヶ寺）は天王寺村と西高津村（齢延寺のみ）へ分割編入された。
- 1889年（明治22年）4月1日 西高津村が東成郡へ転属のうえ町村制を単独で施行し、東成郡西高津村となる。
- 1897年（明治30年）4月1日 大阪市へ編入され、東区西高津となる。
- 1900年（明治33年） 東区生玉町の町名を起立。
- 1925年（大正14年）4月1日 新設の天王寺区へ転属。
- 1943年（昭和18年）4月1日 千日前通以北が南区へ転属。
  - 現在は中央区高津1丁目の一部となっている。

その後の境界変更により、生玉前町に含まれていた生玉中寺町（12ヶ寺）が当町と生玉寺町に含まれるようになった。

## 寺町
現在、寺町の生玉中寺町12ヶ寺のうち7ヶ寺および生玉寺町14ヶ寺のうち1ヶ寺が当町に含まれている。
生玉中寺町（12ヶ寺）
- 持明院（生玉町）
- 安楽寺（生玉町）
- 本誓寺（生玉町）
- 一乗寺（生玉町）
- 菩提寺（生玉町）
- 法泉寺（生玉寺町）
- 法音寺（生玉町）
- 隆専寺（生玉町）
- 圓通寺（生玉寺町）
- 清恩寺（生玉寺町）
- 大乗寺（生玉寺町）
- 堂閣寺（生玉寺町）

生玉寺町（14ヶ寺）
- 玄徳寺（大阪府茨木市南春日丘）※移転。元の所在地は生玉町。
- 光善寺（生玉寺町）
- 大善寺（生玉寺町）
- 増福寺（生玉寺町）
- 浄運寺（生玉寺町）
- 長圓寺（生玉寺町）
- 宝泉寺（生玉寺町）
- 宝国寺（生玉寺町）
- 齢延寺（生玉町）
- 銀山寺（生玉寺町）
- 大宝寺（生玉寺町）
- 大安寺（生玉寺町）
- 西方寺（生玉寺町）
- 九応寺（生玉寺町）

## 世帯数と人口
2019年（平成31年）3月31日現在の世帯数と人口は以下の通りである。
| 町丁   | 世帯数    | 人口    |
| ------ | --------- | ------- |
| 生玉町 | 1,189世帯 | 1,671人 |

### 人口の変遷
国勢調査による人口の推移。
| 1995年（平成7年）  | 1,120人 | [ 5 ] |  |
| 2000年（平成12年） | 1,199人 | [ 6 ] |  |
| 2005年（平成17年） | 1,392人 | [ 7 ] |  |
| 2010年（平成22年） | 1,941人 | [ 8 ] |  |
| 2015年（平成27年） | 1,885人 | [ 9 ] |  |

### 世帯数の変遷
国勢調査による世帯数の推移。
| 1995年（平成7年）  | 612世帯   | [ 5 ] |  |
| 2000年（平成12年） | 709世帯   | [ 6 ] |  |
| 2005年（平成17年） | 880世帯   | [ 7 ] |  |
| 2010年（平成22年） | 1,220世帯 | [ 8 ] |  |
| 2015年（平成27年） | 1,236世帯 | [ 9 ] |  |

## 事業所
2016年（平成28年）現在の経済センサス調査による事業所数と従業員数は以下の通りである。
| 町丁   | 事業所数  | 従業員数 |
| ------ | --------- | -------- |
| 生玉町 | 140事業所 | 1,172人  |

## 交通
- 大阪府道30号大阪和泉泉南線（谷町筋）

## 施設
- 生國魂神社
- 大阪市立生魂幼稚園
- 生玉公園

## その他

### 日本郵便
- 〒543-0071[3]（集配局：天王寺郵便局[11]）

## 出身・ゆかりのある人物
- 尼崎康定（尼崎造船取締役）[12]
- 岡十郎（東洋捕鯨社長）[13]